# Xavier de Maupeou
Xavier Gilles de Maupeou d’Ableiges (ur. 16 marca 1935 w Saumur) – francuski duchowny rzymskokatolicki posługujący w Brazylii, w latach 1998-2010 biskup Viana.

## Życiorys
23 grudnia 1961 został wyświęcony na diakona. Święcenia kapłańskie przyjął 30 czerwca 1961. 2 sierpnia 1995 został prekonizowany biskupem pomocniczym São Luís do Maranhão ze stolicą tytularną Casae Medianae. Sakrę biskupią otrzymał 3 września 1995. 18 lutego 1998 został mianowany biskupem Viana. 7 lipca 2010 przeszedł na emeryturę.